# Были танцы
«Были танцы» — песня белорусско-российской певицы Бьянки 2006 года, выпущенная в качестве её дебютного сингла с альбома «Русский народный R’n’B».

## О песне
По словам Бьянки, песня была придумана ею в 2006 году, когда она жила в Киеве и записывала дебютный альбом: «Было лето, прекрасные эмоции, ко мне пришла муза… Я записывала свой первый альбом в замечательной студии. Последней и самой удачной песней на пластинке стала „Были танцы“». Главным ориентиром при
создании трека Бьянка назвала Лорин Хилл, а также Нину Симон и Нэта Кинга Коула.

## Отзывы критиков
Музыкальный журналист Александр Горбачёв в книге «Не надо стесняться. История постсоветской поп-музыки в 169 песнях» отметил, что «Были танцы» — почти что женская версия «Чёрного Бумера»: тоже дворово-пацанская эстетика, тоже баян как знак национальной культуры; разве что никакой социальной подоплеки тут нет, девушки просто танцуют с парнями.

## Чарты

### Еженедельные чарты
| Чарт (2006)      | Высшая позиция |
| ---------------- | -------------- |
| Россия (TopHit)  | 39             |
| СНГ (TopHit)     | 26             |
| Украина (TopHit) | 5              |

### Ежемесячные чарты
| Чарт (2006)      | Высшая позиция |
| ---------------- | -------------- |
| Россия (TopHit)  | 47             |
| СНГ (TopHit)     | 36             |
| Украина (TopHit) | 4              |

### Годовые чарты
| Чарт (2006)      | Позиция |
| ---------------- | ------- |
| Россия (TopHit)  | 131     |
| СНГ (TopHit)     | 118     |
| Украина (TopHit) | 23      |

## Версия с Артуром Бабичем
21 августа 2020 года Бьянка записала новую версию трека с тиктокером Артуром Бабичем. Звучание сингла осталось прежними, но к новым партиям Бьянки добавились рэп-куплеты в исполнении Бабича. Также был снят видеоклип.